# Antony de Ávila
Antony Wílliam de Ávila Charris (* 21. Dezember 1962 in Santa Marta) ist ein ehemaliger kolumbianischer Fußballspieler. Er gehörte zu der Mannschaft von América de Cali, die Mitte der 80er-Jahre dreimal in Folge das Endspiel um die Copa Libertadores erreichte und nahm weiterhin mit der Nationalmannschaft seines Heimatlandes an zwei Fußball-Weltmeisterschaften teil.

## Karriere

### Vereinskarriere
Antony de Ávila wurde am 21. Dezember 1962 in Santa Marta, einer Stadt an der Karibikküste Kolumbiens, geboren. Schon als Jugendlicher spielte der nur 1,60 Meter große Angreifer für América de Cali, wo er 1983 mit 21 Jahren in die erste Mannschaft aufgenommen wurde. Der Verein zählte damals zur absoluten Elite des kolumbianischen Vereinsfußballs und feierte im Jahr vor de Ávilas Ankunft in der ersten Mannschaft die zweite Meisterschaft der Vereinsgeschichte. Aus dem Nichts kam dieser Erfolg natürlich nicht, denn América wurde in den 1970er- und 80er-Jahren massiv durch das so genannte Cali-Kartell, eine der größten kriminellen Vereinigungen in Kolumbien, unterstützt. In diesem Zusammenhang ist auch Antony de Ávilas Widmung seines entscheidenden Tores bei der WM-Qualifikation Kolumbiens für das Turnier 1998 zu verstehen. Das entscheidende 1:1 gegen Argentinien widmete er „denjenigen, die im Gefängnis sitzen“. Gemeint dürften damit die Brüder Orejuela sein, die als Köpfe des Cali-Kartells den Aufschwung von de Ávilas Klub América de Cali erst möglich gemacht hatten.
Antony de Ávila spielte in der ersten Phase von 1983 bis 1987 für América de Cali und war damit ein entscheidender Akteur in der erfolgreichsten Phase des Vereins überhaupt. Es war die absolute Hochphase von América, der Verein gewann zwischen 1982 und 1986 fünfmal in Serie die kolumbianische Meisterschaft und dominierte den Vereinsfußball des Landes in dieser Zeit. Zudem drang man 1985 als erst zweite Mannschaft des Andenlandes nach Lokalrivale Deportivo Cali ins Endspiel um die Copa Libertadores vor. Hier scheiterte man jedoch im Elfmeterschießen des Entscheidungsspiels am argentinischen Vertreter Argentinos Juniors. De Ávila verschoss dabei den entscheidenden Elfmeter. In den folgenden beiden Jahren sollte die Mannschaft von Trainer Gabriel Ochoa Uribe dies wiederholen. Gespickt mit Akteuren wie Torwart Julio Falcioni, Luis Herrera oder Ricardo Gareca erreichte América de Cali im Wettbewerb 1986 erneut das Finale, unterlag diesmal allerdings CA River Plate aus Argentinien mit 1:3 nach Hin- und Rückspiel. Und im darauffolgenden Jahr konnte der Klub den Hattrick in dieser Beziehung perfekt machen. Zum dritten Mal in Serie zog América ins Endspiel um den Libertadores-Cup ein, verlor aber zum dritten Mal. Gegen CA Peñarol aus Uruguay fiel das entscheidende Tor zu Gunsten Peñarols in der letzten Minute der Verlängerung des Entscheidungsspiels.
1987 verließ Antony de Ávila América de Cali für ein Jahr, um in der argentinischen Primera División für Unión de Santa Fe aufzulaufen. De Ávila machte 37 Ligaspiele mit siebzehn Treffern für Unión und kehrte danach nach nur einem Jahr in seine kolumbianische Heimat zu América de Cali zurück. Daraufhin blieb er dem Verein bis 1995 treu und feierte mit diesem weitere zwei Meistertitel in den Jahren 1990 und 1992. Generell sank der Stern von América de Cali im Verlaufe der Neunzigerjahre so langsam wieder, einhergehend mit der voranschreitenden Bekämpfung der Kartelle, die den gesamten kolumbianischen Fußball durchzogen. Vor allem international konnte América nicht mehr an die Leistungen aus der zweiten Hälfte der Achtzigerjahre anknüpfen. 1996 zog man noch einmal ins Endspiel um die Copa Libertadores ein, unterlag allerdings erneut River Plate. Zu diesem Zeitpunkt spielte Antony de Ávila jedoch gar nicht mehr bei América de Cali. Er verließ seinen Arbeitgeber 1995 ein zweites Mal und wechselte nach 470 Spielen und 201 Toren (damit ist de Ávila mit Abstand Rekordtorschütze von América de Cali) zu den New York Metro Stars in die Major League Soccer.
Dort verbrachte de Ávila die Jahre 1996 und 1997 und machte 31 Spiele mit fünfzehn Toren. Mittlerweile bereits 35 Jahre alt, schloss sich der kleinwüchsige Stürmer im Sommer 1997 dem Barcelona SC Guayaquil aus dem ecuadorianischen Guayaquil an. Hier erlebte Antony de Ávila seinen Karriereausklang und sorgte mit dem Verein neben der Meisterschaft von 1997 ein Jahr später auch in der Copa Libertadores für Furore. Als Außenseiter in den Wettbewerb gegangen, eliminierte Barcelona SC in der KO-Phase Colo-Colo aus Chile, Club Bolívar aus Bolivien sowie den Club Cerro Porteño aus Paraguay und stand zum zweiten Mal nach 1990 im Finale des wichtigsten Wettbewerbs für Vereinsmannschaften in Südamerika. Dort verlor man allerdings mit 1:4 nach Hin- und Rückspiel gegen den brasilianischen Vertreter CR Vasco da Gama. Antony de Ávila sorgte in der 79. Minute des Rückspiels für den 1:2-Anschlusstreffer.
1999 beendete Antony de Ávila seine fußballerische Karriere bei Barcelona SC Guayaquil im Alter von 37 Jahren. Zehn Jahre später kehrte er 47-jährig überraschend auf die Fußballbühne zurück und machte noch neun Ligaspiele für seinen alten Klub América de Cali. Dabei gelangen ihm noch zwei Tore, wodurch er seine vereinsinterne Bestmarke auf 203 Tore im Ligabetrieb ausbaute.

### Nationalmannschaft
Zwischen 1983 und 1998 brachte es Antony de Ávila auf insgesamt 53 Länderspiele für die kolumbianische Fußballnationalmannschaft. In diesen Spielen gelangen ihm dreizehn Treffer. 1990 noch unberücksichtigt geblieben, wurde der Angreifer von Nationalcoach Francisco Maturana ins Aufgebot der Südamerikaner für die Fußball-Weltmeisterschaft 1994 in den USA berufen. Bei dem Turnier, in das die Kolumbianer nach den im Vorfeld gezeigten Leistungen als Mitfavorit gingen, wurde de Ávila zweimal eingesetzt. Die beiden Gruppenspiele gegen den Gastgeber sowie die Schweiz absolvierte er allerdings jeweils nicht über die komplette Spielzeit. Überraschend ereilte Kolumbien bei dieser Weltmeisterschaft das Aus schon nach der Vorrunde, nachdem die Spiele gegen Rumänien und die USA verloren gegangen waren und einzig die Schweiz hatte besiegt werden können, diese jedoch wiederum gegen Rumänien und die USA punkten konnte. Als Gruppenletzter schied Kolumbien aus.
Vier Jahre später qualifizierte sich das Land bis 2014 zum letzten Mal für ein Weltturnier. In Frankreich war Antony de Ávila im Spätherbst seiner Laufbahn ein zweites Mal bei einer Weltmeisterschaft dabei und machte erneut zwei von drei möglichen Partien. Im ersten Gruppenspiel gegen Rumänien (Endstand: 0:1) noch nicht eingesetzt, spielte de Ávila gegen Tunesien (Endstand: 1:0) sowie England (Endstand: 0:2) durch. Die Niederlage gegen England bedeutete das Aus für Kolumbien bei dieser Weltmeisterschaft und zugleich das letzte Länderspiel für Antony de Ávila.

## Erfolge
- Kolumbianische Meisterschaft: 6×

1983, 1984, 1985, 1986, 1990 und 1992 mit América de Cali
- Ecuadorianische Meisterschaft: 1×

1997 mit Barcelona SC Guayaquil
- Endspiel um die Copa Libertadores: 4×

1985, 1986 und 1987 mit América de Cali
1998 mit Barcelona SC Guayaquil